# 草原蜥
草原蜥（学名：Trapelus sanguinolenta）为鬣蜥科草原蜥属的爬行动物，俗名草原鬣蜥。分布于高加索、里海东海岸向东至哈萨克斯坦、向南至伊朗、阿富汗以及中国大陆的新疆等地，其多生活于有灌木或半乔木的各种类型的荒漠或半荒漠，以及石山、河岸、居民点或路边。该物种的模式产地在俄罗斯高加索捷列克河。

## 保护
本种于2023年被收录入《有重要生态、科学、社会价值的陆生野生动物名录》。